# لعبة سولز

شخصية تقاتل الأعداء للعبة دارك سولز 2.

سولز هو تصنيف فرعي من ألعاب تقمص الأدوار يتميز بمستوى صعوبة عالٍ وتركيز على السرد القصصي البيئي، وغالبًا ما يدور في عوالم خيالية مظلمة. يعود أصل هذا التصنيف إلى لعبة ديمونز سولز وثلاثية دارك سولز التي طورتها شركة فورم سوفتوير.

## قائمة
نشأ نوع شبيه السولز في لعبة ديمونز سولز (2009)، التي تطوير شركة فرومسوفتوير واخراج هيديتاكا ميازاكي. لقد قدمت المبادئ الأساسية في التصنيف والتي سيتم اتباعها في سلسلة دارك سولز ، مثل القتال، وميكانيكا الموت، واللعب المتعدد، وسرد القصص، والخيال المظلم. تم إصدار دارك سولز باعتبارها الخليفة الروحي في عام 2011.
هذه قائمة العاب سولز:
- بلود بورن
- ديمونز سولز
- دارك سولز
- إلدن رينغ

تشمل الألعاب الأخرى خارج هذا النوع والتي تم ذكر أنها تأثرت بسلسلة Souls ما يلي:
- أساسنز أوف كينغز (2011) [1]
- جورني (2012) [2]
- شوفل نايت (2014) [3][4]
- ديستني (2014) [5]
- ذا ويتشر 3: وايلد هانت (2015) [6]
- إله الحرب (2018) [7]
- ديد سيلس (2018) [8]
- لعبة الموت (2018) [9]
- التجديف (2019).[10]
- بلاك ميث: ووكونغ (2024) [11]

تم استخدام آليات موت مماثلة في Nier: Automata (2017)،  Hollow Knight (2017)،  و Fear &amp; Hunger (2018).